# Burg Rohr (Blankenheim)

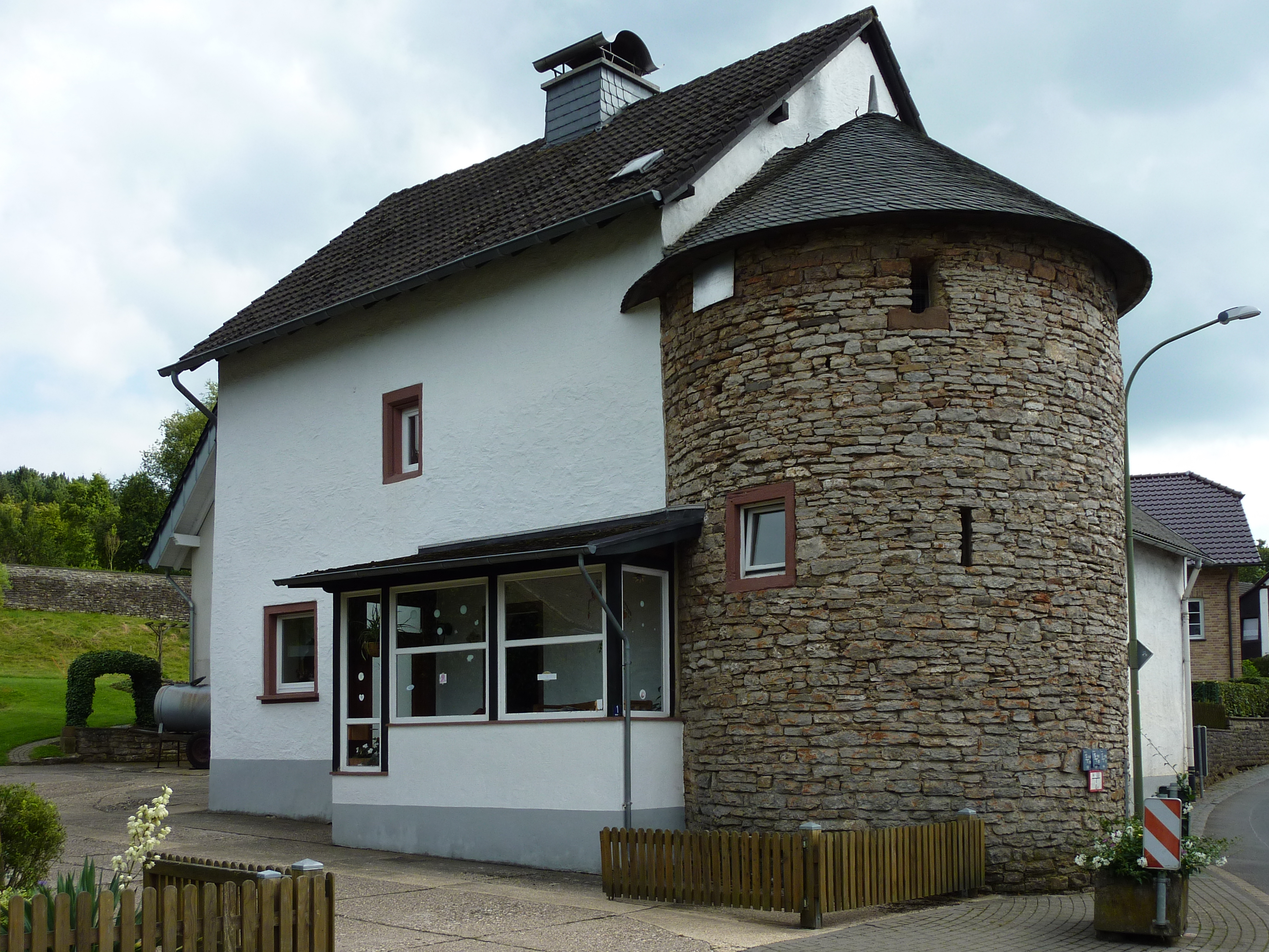
Ehem. Gesindehaus mit Turm (2014)

Die Burg Rohr ist eine abgegangene Burg im Ortsteil Rohr der Gemeinde Blankenheim im Kreis Euskirchen in Nordrhein-Westfalen, Hochstraße 1.

## Geschichte
Die Familie derer von Rohr (auch Rore) ist bereits im 13. Jahrhundert in Bonn nachweisbar. Ihre Verbindung zu der bis in das 15. Jahrhundert in Rohr belegten Familie von Rohr ist mangels Quellen noch nicht gesichert. Die letzte Namensträgerin war Elsa von Rohr, die im 15. Jahrhundert das Haus durch ihre Ehe an Clais Huist von Ulmen zu Ulmen brachte. Ihre Enkelin Margaretha Haust von Ulmen ehelichte dann im Jahr 1496 Thomas Print von Horchheim genannt Broel d. Ä., Herr zu Oberehe und Rohr, kurkölnischer Rat und Amtmann zu Kronenburg († 22. Februar 1543), dessen Grabplatte sich noch heute in der Rohrer Pfarrkirche befindet. Ihr Enkel, der Herzoglich jülische Kanzler Nikolaus Print von Horchheim genannt Broel († 4. Mai 1598), Herr zu Oberehe, Rohr und Rath war vielleicht der bedeutendste Namensträger. Von dessen Tochter Margaretha († 8. Juli 1661) gelangte das Haus Rohr durch Heirat (1617) an Wilhelm Spies von Büllesheim († 1662). Die Spies von Büllesheim bleiben dann bis 1794 im Besitz von Rohr. Während dieser Zeit stellten sie wiederholt Kammerherren, Geheim- oder Amtsräte in Diensten des Herzogs von Jülich.
Rohr selbst hingegen lag in Blankenheimer Landen, was wiederholt zu (Rechts-)Streitigkeiten mit dem benachbarten Herzog von Arenberg führte, der Ansprüche auf das Haus Rohr geltend machte. Die Auseinandersetzungen, in die auch eine am Armuthsbach gelegene und zur Burg gehörige Mahlmühle gezogen wurde, nahmen erst im Jahr 1745 ein Ende, als zwischen den Gräflich Manderscheid-Blankenheimischen und den Herzoglich Arenbergischen Beamten eine Einigung gefunden werden konnte, wonach der halbe Hof zu Rohr ein Arenberger Lehen war. Die andere Hälfte stand den Spies von Büllesheim zu. Doch blieb die rechtliche Aufteilung zwischen den Blankenheimern, den Arenbergern und deren Vasall Spies von Büllesheim kompliziert.
Burg Rohr gelangte in der Folge der Französischen Revolution nach 1794 in bürgerliche Hände. Das Herrenhaus verlor seine Bedeutung und war möglicherweise seit dieser Zeit unbewohnt. Letzte Reste desselben wurden um das Jahr 1900 zu Gunsten eines Spritzenhäuschens im Fachwerkstil abgetragen. Das Gesindehaus wurde um 1893 vom Dorfschmied bewohnt.

## Beschreibung
Die mitten im Ort gelegene Anlage von unregelmäßigem Zuschnitt war eines der vielen kleineren, von einem Landedelherren bewohnten Burghäuser der Region. Das gut zwei Morgen umfassende Areal wurde dabei von einer fast einen Meter starken Mauer eingefasst. Begrenzt wird es nach Norden von der heutigen Hochstraße, nach Westen und Süden von dem St. Martins-Weg und nach Osten von der Wendelinusstraße. Ausgestaltet mit mehreren Türmen wirkte die Anlage noch auf einer Zeichnung Roidkins aus der Zeit um 1725 sehr wehrhaft, was aber wohl mehr den Stand der Besitzer demonstrierte als der Realität entsprach.
Das Herrenhaus befand sich etwas zurückgesetzt auf einer von Wassergräben umzogenen Fläche, die etwa 20 Meter im Quadrat Maß. Während das Gesindehaus zumindest im Jahre 1724 einen Umbau erfuhr, scheinen weitere Gebäudeteile noch älteren Ursprungs zu sein. Bei der Denkmalaufnahme für das 1932 publizierte Kunstdenkmälerinventar des Kreises Schleiden waren an einer Scheune noch auf die Jahre 1706 und 1521 datierte Inschriften vorhanden. Nach Herzog ist als Herrenhaus des 14. Jahrhunderts ein Turmhaus, vergleichbar denen zu Arloff und Kirspenich denkbar. Die ausgedehnte Vorburg lässt hiernach typologisch eine Verbindung zu Haus Zievel herstellen.

## Heutiger Zustand

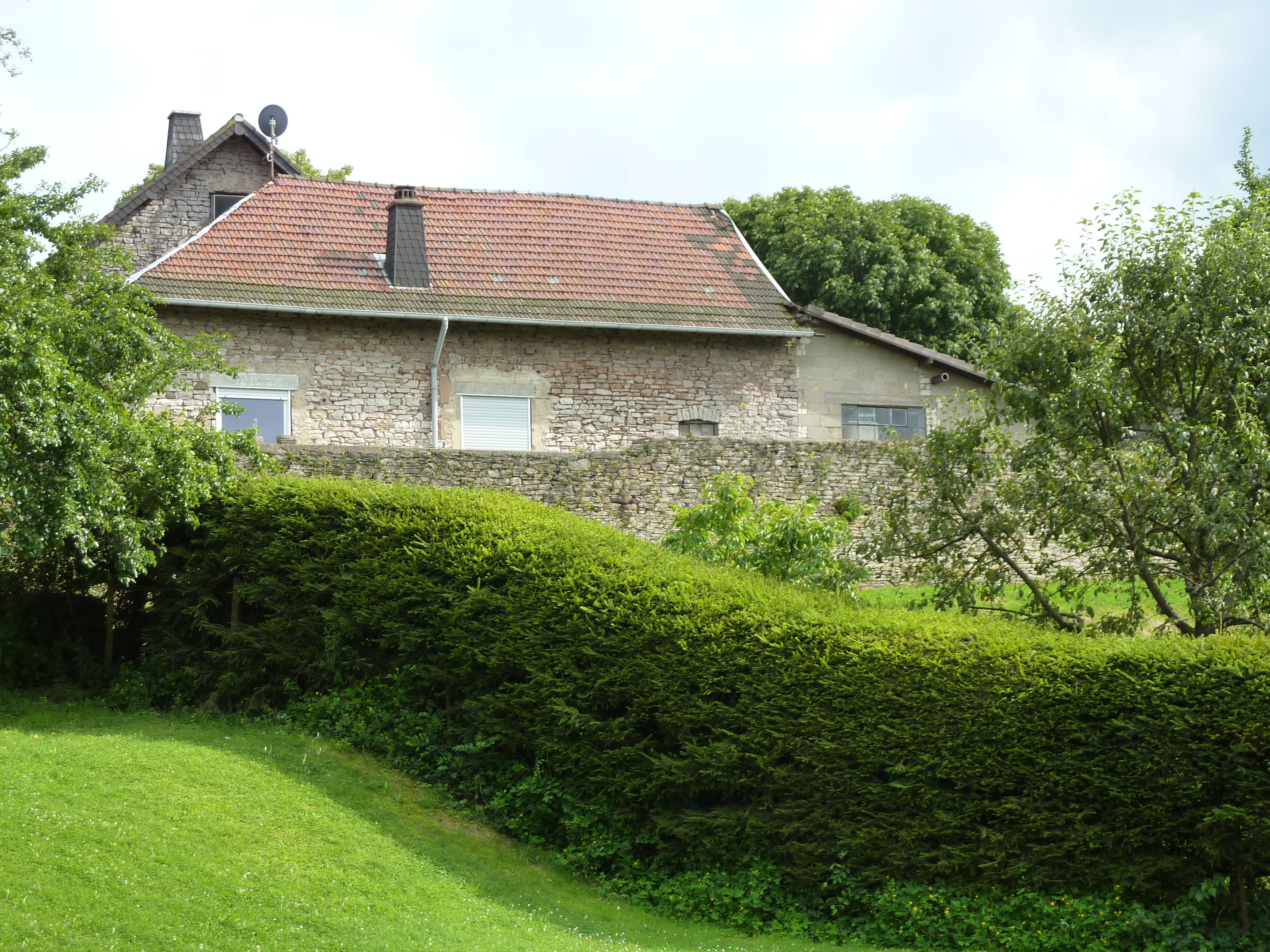
Umfassungsmauer (2014)

Von der einstigen Gesamtanlage finden sich lediglich Reste der Umfassungsmauer in den umliegenden Gärten. An der durch den Ort führenden Hauptverkehrsstraße steht das im Kern möglicherweise aus dem 16. Jahrhundert stammende Gesindehaus mit angebautem halbrundem Turm. Von dem eigentlichen Herrenhaus und den umlaufenden Gräben ist indessen nichts mehr zu erkennen.
Das Burggebäude und der erhaltene Teil der Umfassungsmauer wurden am 15. Juli 1988 als Baudenkmal Nr. 138 bzw. 139 in Teil A der Denkmalliste der Gemeinde Blankenheim eingetragen.

## Familie von Rohr
Anton Fahne benennt mehrere Angehörige der gleichnamigen Familie von Rohr, des 14. und 15. Jahrhunderts. In einer Urkunde vom 13. August 1331 erklären Richter, Schöffen und der Rat der Stadt Bonn, einen Streit von sieben Bürgern, darunter ein Johan van Roire, gegen die Stadt Köln für beendet.
Godevard van Roire (von Rohr) erklärt 1340, dass ihm sein Herr, Gerhard van Blankenheim den Hof zu Broich auf Lebenszeit übertrug. 1344 siegelt er als Gotfrid van Roire, Ritter eine Urkunde des Theoderich, Herr von Kerpen.
Arnolt van Roir und seine Ehefrau, Stine van Lintzenich,  tragen am 19. Mai 1344 ihr Burghaus zu Lindweiler dem Markgrafen  Wilhelm von Jülich als Offenhaus auf. Gesiegelt wurde die Urkunde von den Rittern Winanden van Roir und Godarde van Roir, seinem Vater und seinem Bruder. Unter den vielen Rittern, die 1397 in der Schlacht von Kleverhamm gefangen genommen werden, ist auch ein Göddert von Rhor.
Das Wappen der Familie Roire, ist ein quergeteilter Schild, oben schwarz unten silbern. Oben rechts findet sich ein stehender, nach rechts gerichteter, goldener Löwe. Den Helm ziert ein goldener Löwe vor einem schwarzen Baum.
Eine weitere Abbildung des Wappens der Familie van Royr mit stehendem, nach rechts blickenden Löwen, findet sich 1695 bei Johann Siebmacher.